# تیتانیا ۵۹۳

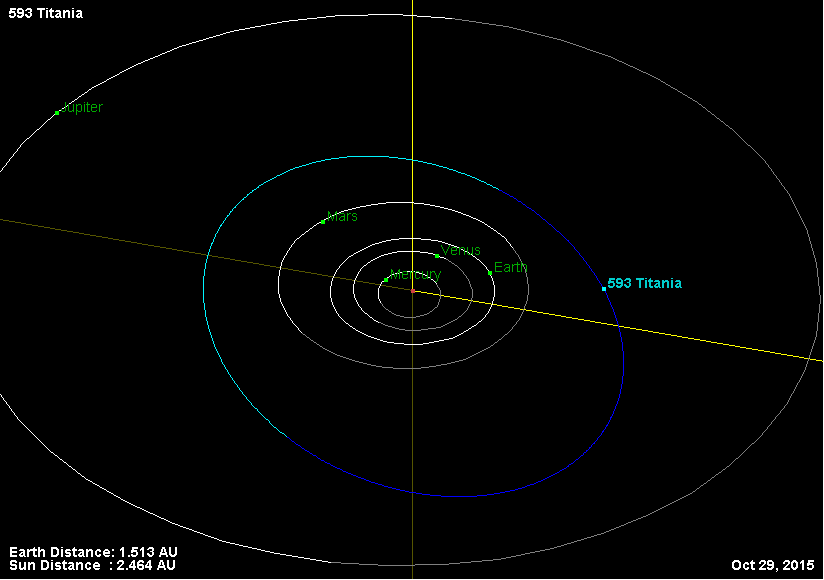
نمایی از محل قرارگیری سیارک تیتانیا ۵۹۳ در مدار – ۲۰۱۵

سیارک ۵۹۳ (به انگلیسی: 593 Titania، نامگذاری:1906TT) پانصد و نود و سومین سیارک کشف شده‌است که در ۲۰ مارس ۱۹۰۶ و در هایدلبرگ کشف شد.
قدر مطلق سیارک برابر ۹٫۲۸ است.